# ミルサド・バリッチ
ミルサド・バリッチ（Mirsad Baljić、1962年3月4日 - ）は、ボスニア・ヘルツェゴビナ（旧ユーゴスラビア）とスイスの元サッカー選手。ポジションはディフェンダー。

## 経歴
地元のFKジェリェズニチャル・サラエヴォでデビューしスイスのクラブを渡り歩いた、ディフェンダーながら高い得点力を誇った左サイドバック。ユーゴスラビア代表では1984年ロサンゼルスオリンピックで銅メダルを獲得した他、1984年から1990年までの29試合に出場した。